# 바이올렛 에버가든
《바이올렛 에버가든》(일본어: ヴァイオレット・エヴァーガーデン )는 아카쓰키 가나가 지은 라이트 노벨이다. 2015년 12월부터 2020년 3월까지 연재했다. 삽화가는 다카세 아키코이다. 단행본은 일본 현지에서 KA에스마 문고에서 전 4권, 즉 본편 3권과 번외편 1권으로 출간되었다. 2018년 1월 10일부터 4월 4일까지 애니메이션으로 방영되었다.

## 우리말 녹음 배역[3]
- 이다은: 바이올렛 에버가든
- 최한: 클라우디아 하진스
- 정재헌: 길베르트 부겐빌리아
- 여민정: 카틀레야[4] 보들레르, 아이리스 엄마, 부겐빌리아 부인
- 이경태: 베네딕트 블루
- 강은애: 에리카 브라운, 릴리안, 이베리스 코노우에, 올리비아 웹스터, 애슐리 랭커스터
- 김가령: 아이리스 카나리, 블루벨 유노아
- 양석정: 디트프리드 부겐빌리아
- 방연지: 샤를로테 아벨프리야 드로셀
- 한신: 다미안 발두르 플뤼겔
- 사문영: 이르마 필레체
- 서반석: 롤랑드, 스펜서 몰바라, 아이리스 아빠
- 김명준: 리온 스테파노티스
- 김유림: 루클리아 말버러
- 표영재: 오스카 웹스터
- 류승곤: 에이단 필드
- 이현진: 클라라 매그놀리아
- 장예나: 앤 매그놀리아
- 김율: 이자벨라 요크(=에이미 바틀렛)[5]
- 손선영: 테일러 바틀렛[5][6]
- 곽규미: 티파니 에버가든, 네리네
- 강시현: 브리짓
- 민응식: 메르쿨로프
- 성선녀: 로단테
- 이현: 이시도르
- 황창영: 르베리에
- 박성영: 에이먼 스노우, 올리버
- 안현서: 알베르타
- 윤용식: 카일
- 김현욱: 에일
- 김신우: 토비
- 김보나: 마리아
- 권창욱: 반다르
- 설영범: 아르고 모리니
- 석승훈: 후고 모리니